# Casaletto Lodigiano
Casaletto Lodigiano est une commune italienne de la province de Lodi, dans la région Lombardie.

## Géographie
Le village se trouve, à peu près, à 15 km à l'ouest de son chef-lieu Lodi.

## Histoire
La commune actuelle résulte de la fusion, au XIVe siècle, de trois petites communes : Casaletto, Gugnano et Mairano.

## Économie
La principale ressource est l'agriculture, avec de nombreux fermiers qui produisent maïs, blé et fromages, et les élevages de vaches laitières. Il y a aussi quelques ateliers artisanaux. Toutefois beaucoup d'habitants travaillent à Lodi et Milan.

## Culture
Les trois églises paroissiales des trois hameaux sont les seuls monuments du territoire.

## Administration
| Période                                  | Période | Identité | Étiquette | Qualité |
| ---------------------------------------- | ------- | -------- | --------- | ------- |
|                                          |         |          |           |         |
| Les données manquantes sont à compléter. |         |          |           |         |

### Hameaux
Gugnano, Mairano

### Communes limitrophes
Cerro al Lambro, San Zenone al Lambro, Bascapè, Salerano sul Lambro, Caselle Lurani